# Hemingway (cráter)
Hemingway es un cráter de impacto de 126 km de diámetro del planeta Mercurio. Debe su nombre al escritor estadounidense Ernest Hemingway (1899-1961), y su nombre fue aprobado por la  Unión Astronómica Internacional en 2009.